# 1869 a tudományban
Az 1869. év a tudományban és a technikában.

## Kémia
- Mengyelejev bemutatja periódusos rendszerét. Cikke: Az elemek tulajdonságai és atomsúlya közötti kapcsolatról[1]
- Friedrich Miescher biokémikus fölfedezi a nukleint[2]

## Események
- Létrejön a Magyar Királyi (1946-tól Állami) Földtani Intézet[3]
- november 17. – a Szuezi-csatorna hivatalos megnyitása

## Születések
- február 14. – Charles Thomson Rees Wilson Nobel-díjas skót fizikus, a ködkamra kifejlesztője († 1959)
- február 15. – Buchböck Gusztáv magyar fizikokémikus, a fizikai kémia egyik hazai úttörője († 1935)[4]
- február 25. – Phoebus Levene litvániai születésű amerikai biokémikus (†  1940)
- július 8. – Kandó Kálmán magyar mérnök, a nagyfeszültségű háromfázisú váltakozóáramú vontatás első alkalmazója mozdonyoknál, a fázisváltó kidolgozója, a vasút-villamosítás úttörője († 1931)
- szeptember 3. – Fritz Pregl Nobel-díjas osztrák kémikus, orvos († 1930)
- október 20. – John Campbell Merriam amerikai paleontológus († 1945)

## Halálozások
- január 16. – John Shae Perring brit felfedező, antropológus és egyiptológus (* 1813)
- július 22. – John Augustus Roebling német származású építőmérnök, hídtervező, többek között a Brooklyn híd tervezője (* 1806)
- július 28. – Jan Evangelista Purkyně cseh anatómus és fiziológus (* 1787)
- szeptember 16. – Thomas Graham skót kémikus, a kolloidok első jelentős kutatója  (* 1805)